# Kristian Gløersen
Ole Kristian Gløersen,  född den 7 april 1838 i Kristiania (nuvarande Oslo), död där den 26 oktober 1916, var en norsk skald och publicist.
Gløersen blev student 1858 och teologie kandidat 1865, var skolföreståndare 1867-74 i Hamar, 1874-78 på Tromsø och 1878-82 i Kragerø, reste 1882-83 med understöd av statsmedel till Italien och ägnade sig sedan åt litterär verksamhet. 
Hans mer betydande arbeten är berättelserna Sigurd (1877; 2:a upplagan 1897), En fremmed (1880), Små ting. Studier og fortællinger (1881), Fra mit friluftsliv, skildringer fra jagten og naturen (samma år), Laura (1883), Fra nord og syd. Fortællinger og skitser (1884), Nips. Vers (1886), Dagligdags. Fortælling (1886), Mindre fortællinger (1887), Strømskavl (1889 och 1891), Fra jagten og naturen (1892), Paa kjærlighedsstien (samma år), Dyreliv i Norge (1894), Streiftog. Lidt af hvert fra jagten og naturen (1897), Midnatssol (1901) och Før og nu. Fra mit friluftsliv (1902).